# بادا كوني
بادا كوني هي قرية تقع في جزيرة أنجوان في جزر القمر. بلغ عدد سكانها 1,828 نسمة حسب إحصاء عام 1991. و3,218 في تقدير عام 2009.